# Han som faar Lussingerne
Han som faar Lussingerne (originaltitel He Who Gets Slapped) er en amerikansk stumfilm fra 1924 af Victor Seastrom.

## Medvirkende
- Lon Chaney som Paul Beaumont
- Norma Shearer som Consuelo
- John Gilbert som Bezano
- Tully Marshall som Mancini
- Marc McDermott som Regnard
- Ford Sterling som Tricaud
- Harvey Clark som Briquet
- Paulette Duval som Zinida
- Ruth King som Marie Beaumont